# سیل

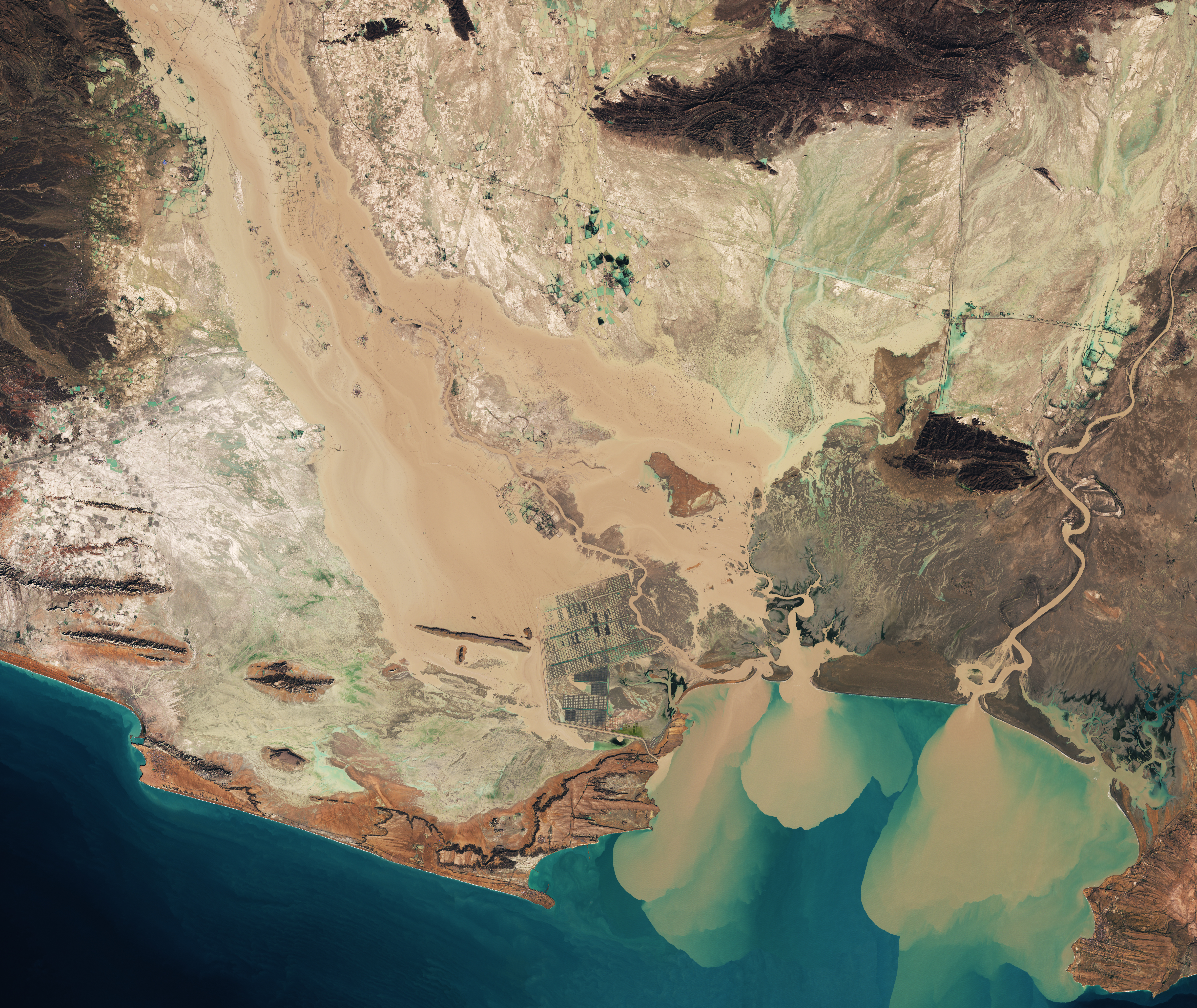
این نگاره که در ژانویه ۲۰۲۰ میلادی، از سیلی که استان سیستان و بلوچستان را تحت تأثیر قرار داد، گرفته‌شده است. در این نگارهٔ ماهواره‌ای، رودخانه باهوکلات در ایران و رودخانه دشت در پاکستان در خلیج گواتر دیده می‌شوند. بین این دو، رودخانه سرباز که کوتاه‌تر است، قرار دارد.

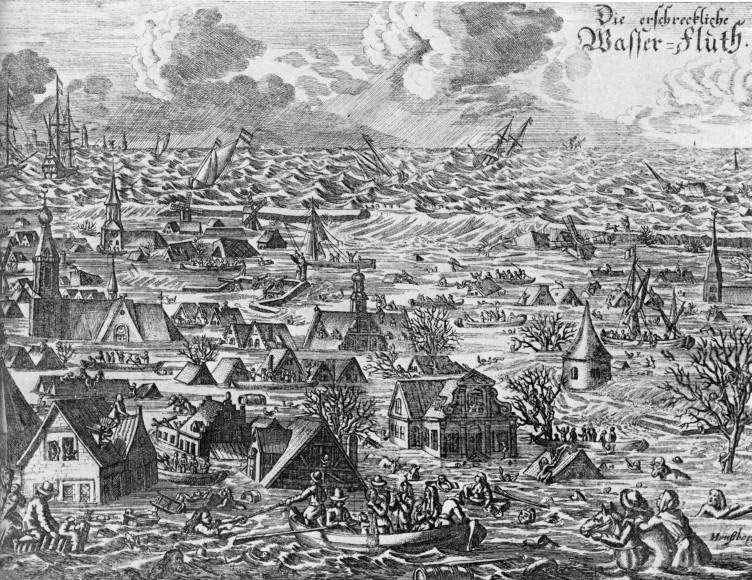
سیل در ساحل دریای شمال در آلمان و و دانمارک در اکتبر ۱۶۳۴.

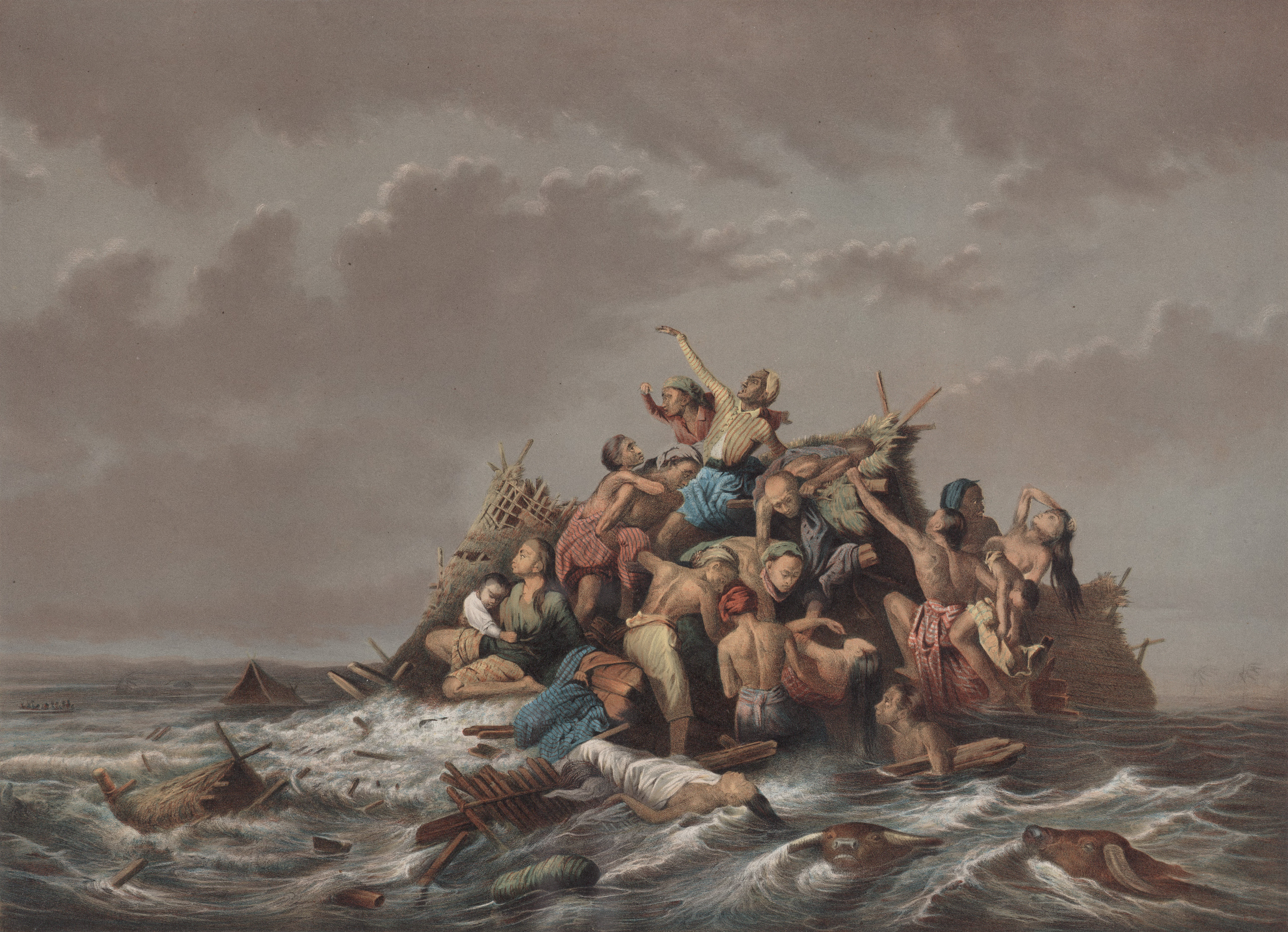
مردم در تلاش برای نجات از سیل جاوه مرکزی (۱۸۶۵–۱۸۷۶ میلادی)

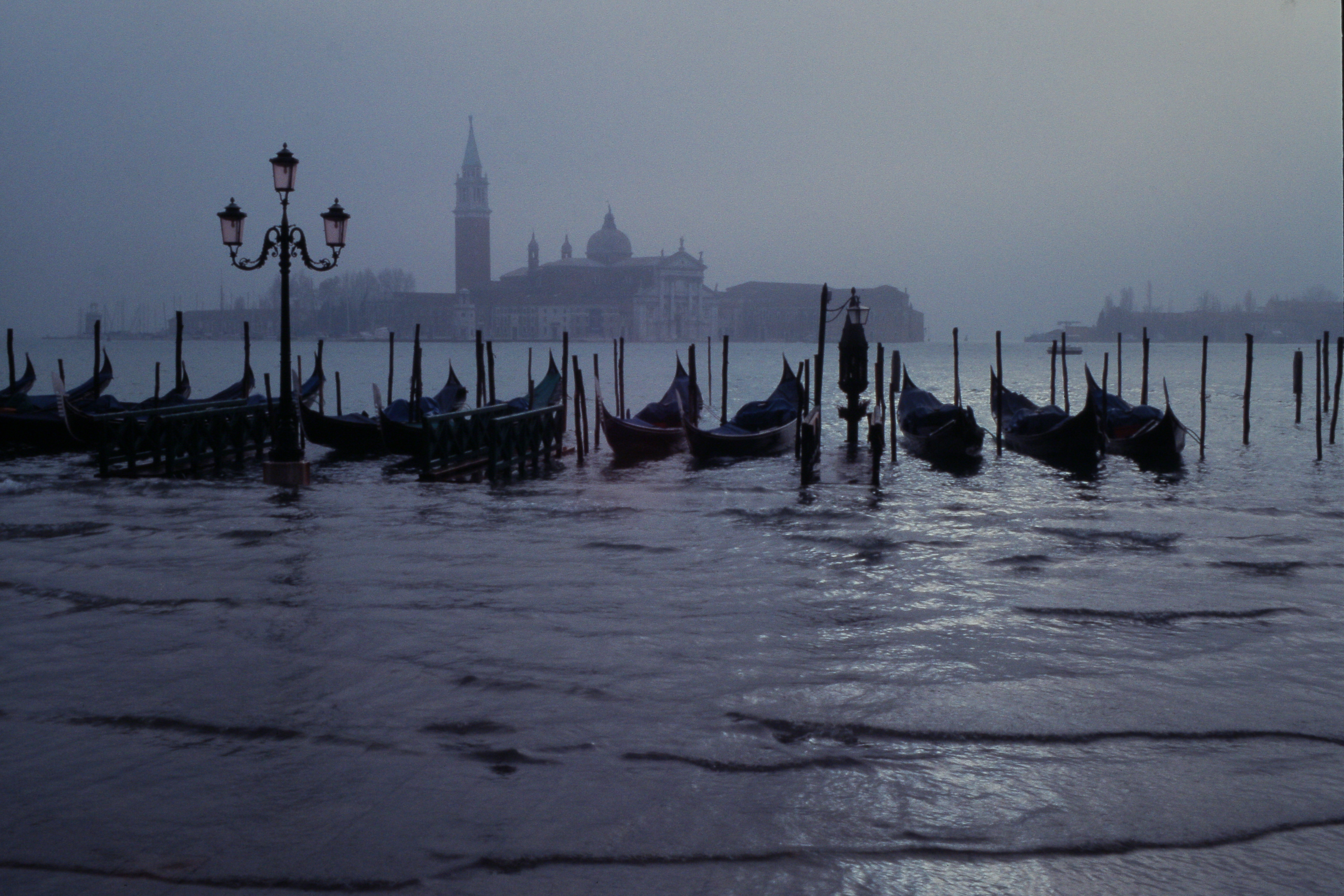
سیل در ونیز، ایتالیا

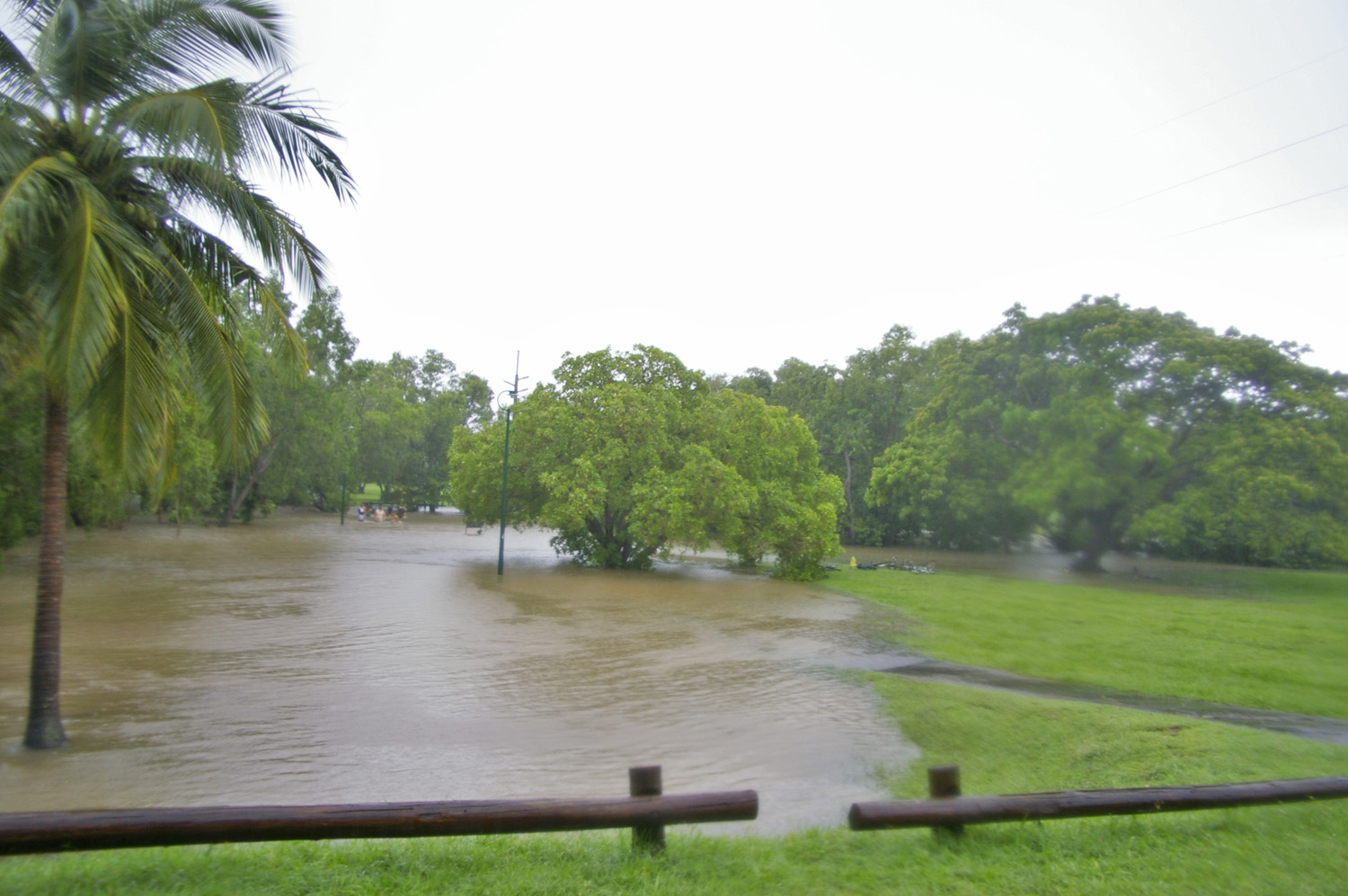
سیل پس از بارش ناشی بادهای موسمی و مد در داروین، قلمرو شمالی، استرالیا

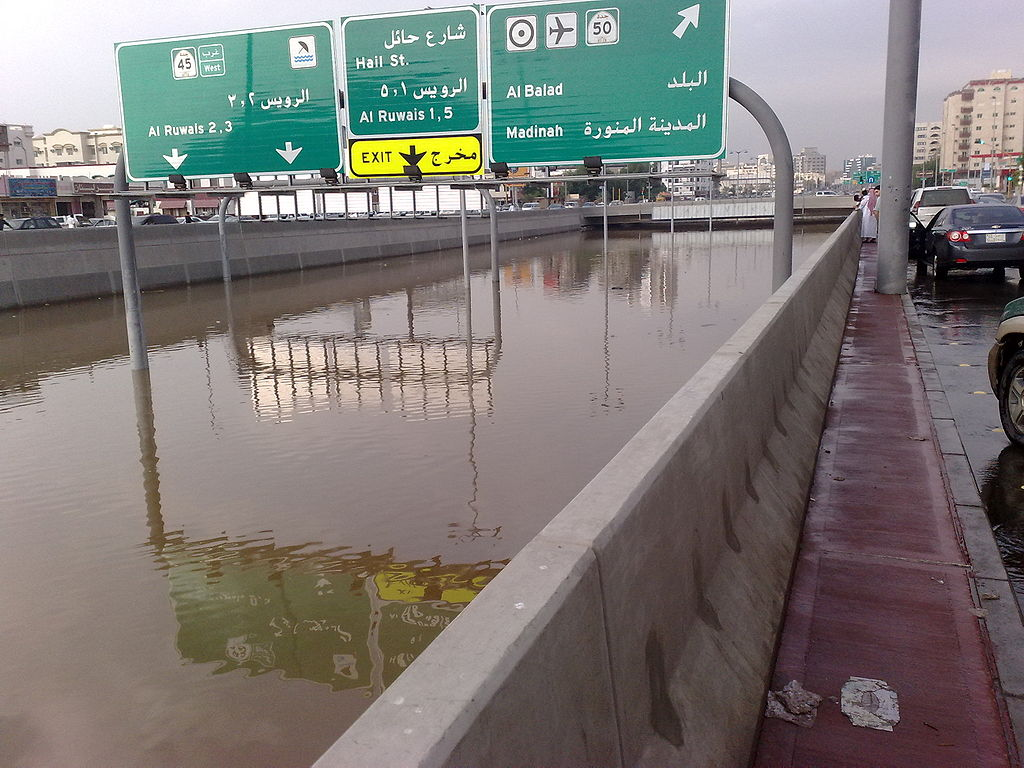
سیل در جده، عربستان سعودی

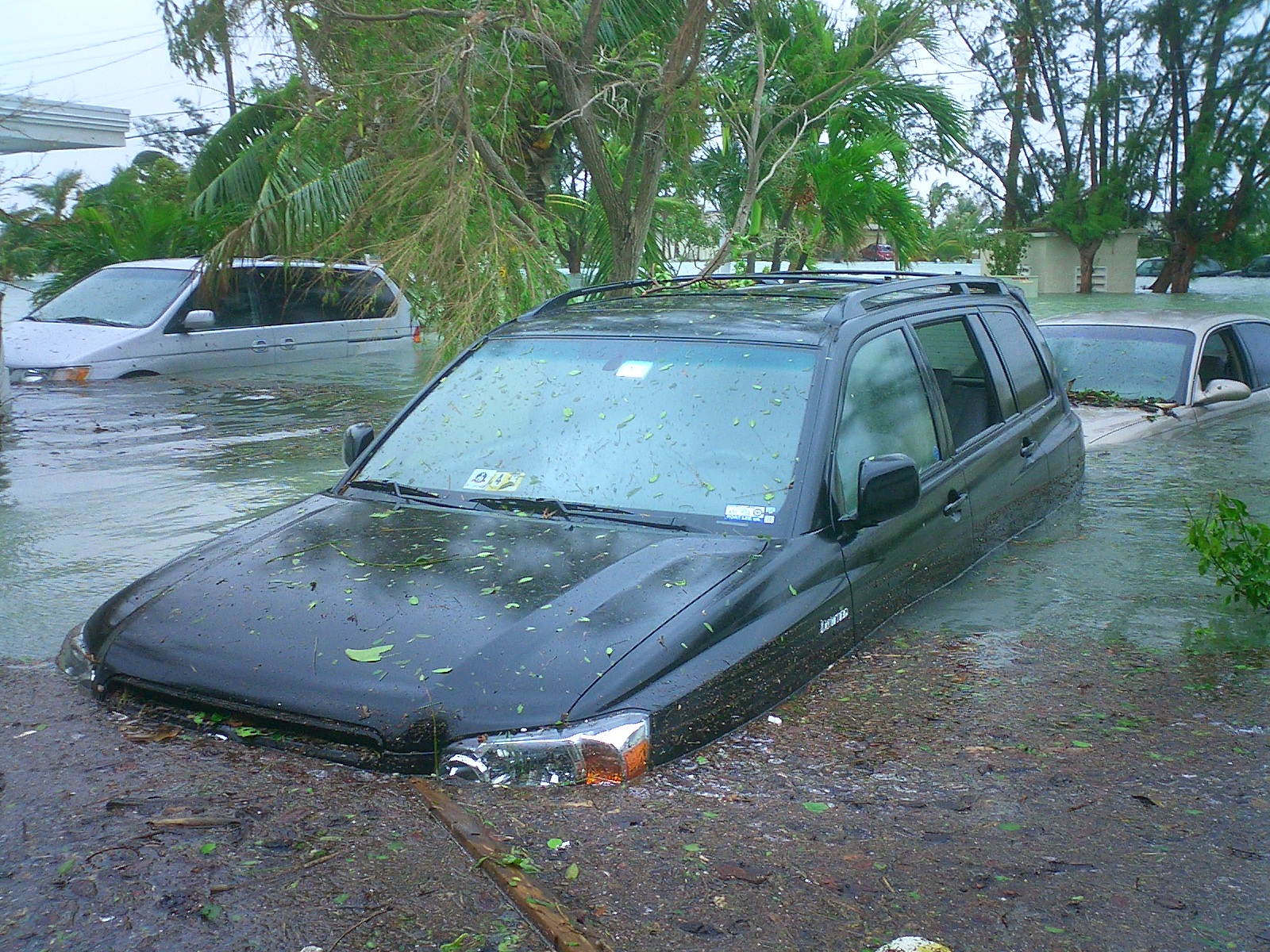
سیل در کی وست، فلوریدا، ایالات متحده آمریکا پس از خیزاب توفند ویلما در اکتبر ۲۰۰۵.

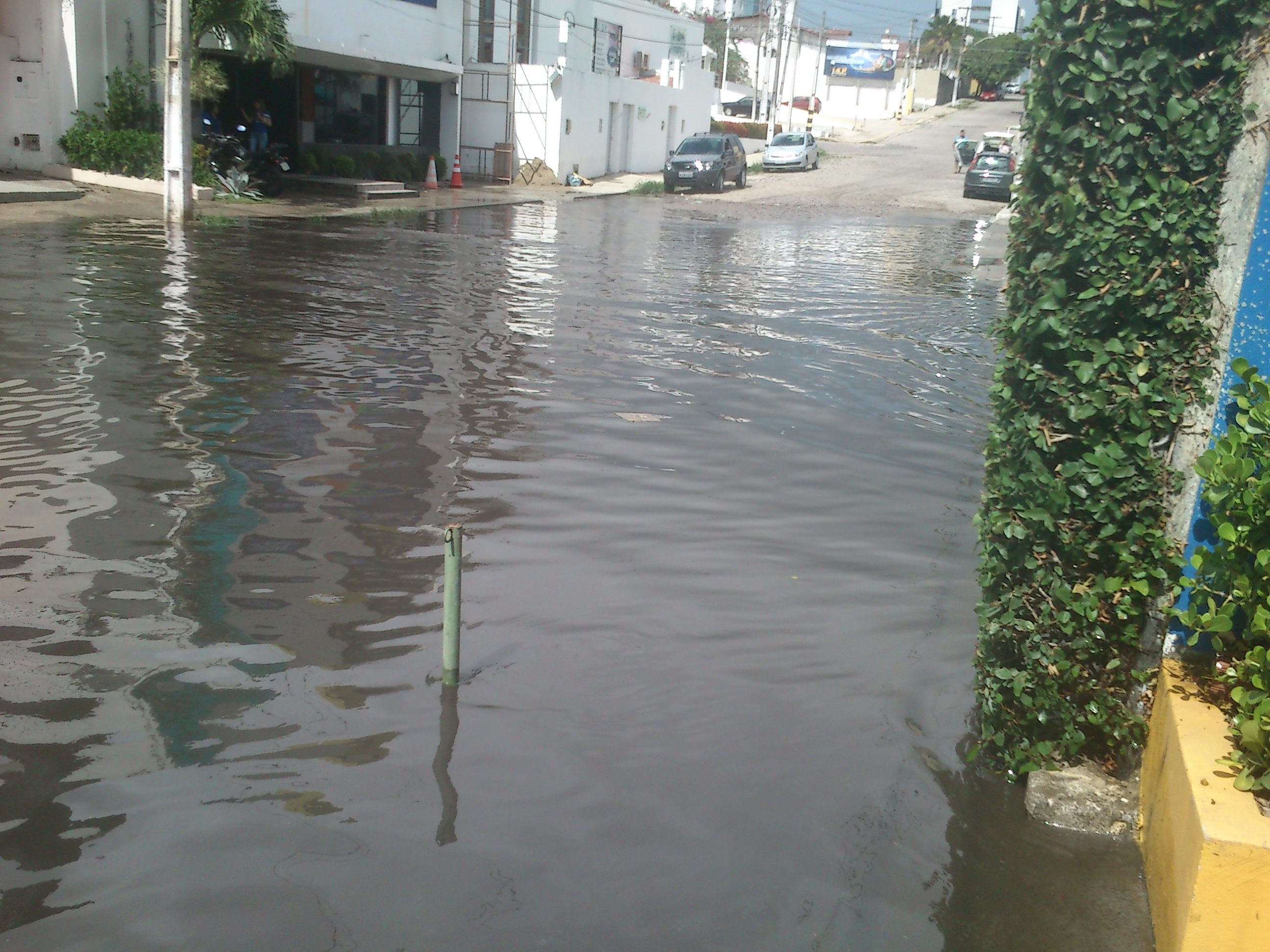
سیل در ناتال، برزیل در آوریل ۲۰۱۳.

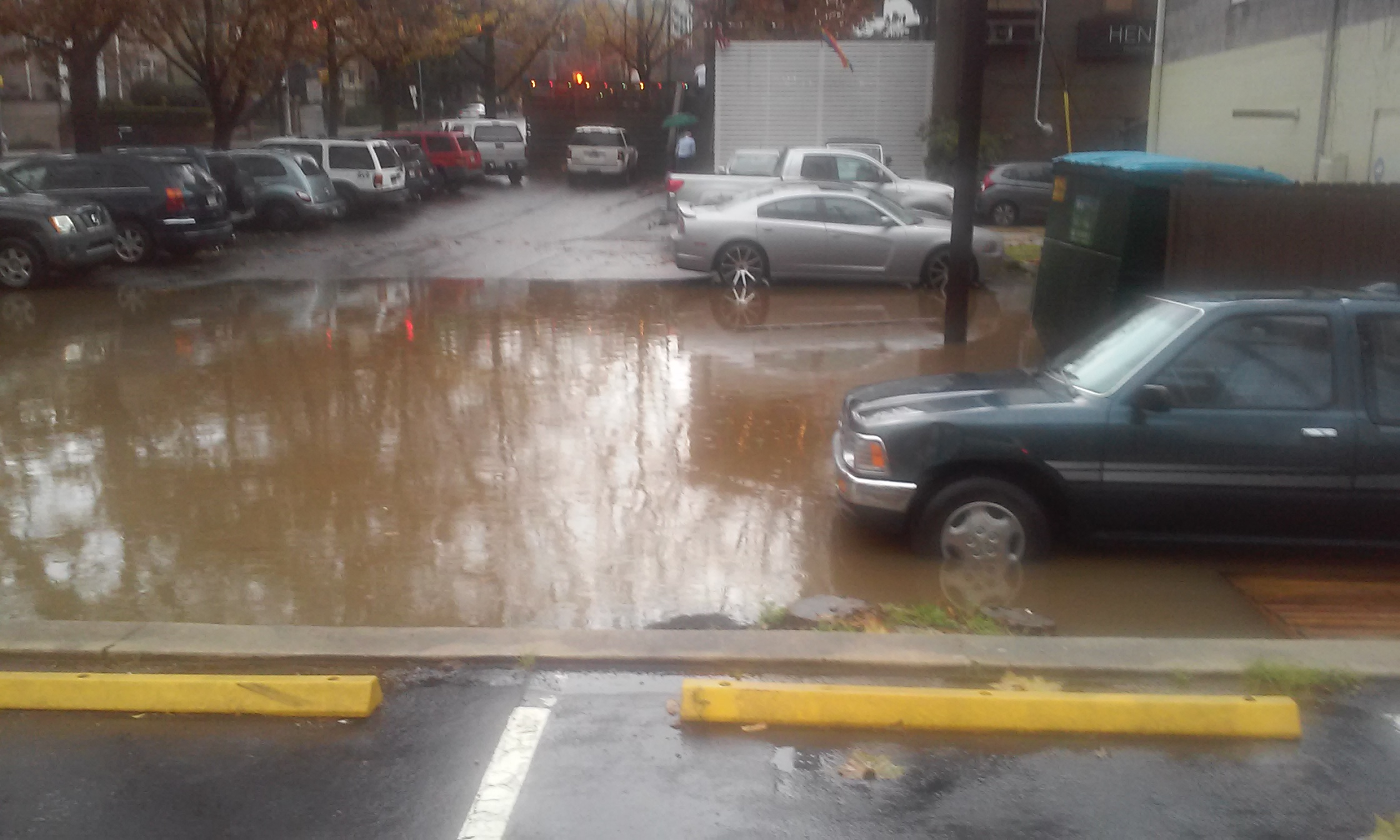
سیل در آتلانتا پس از توفند ناشی از پدیدهٔ ال نینو

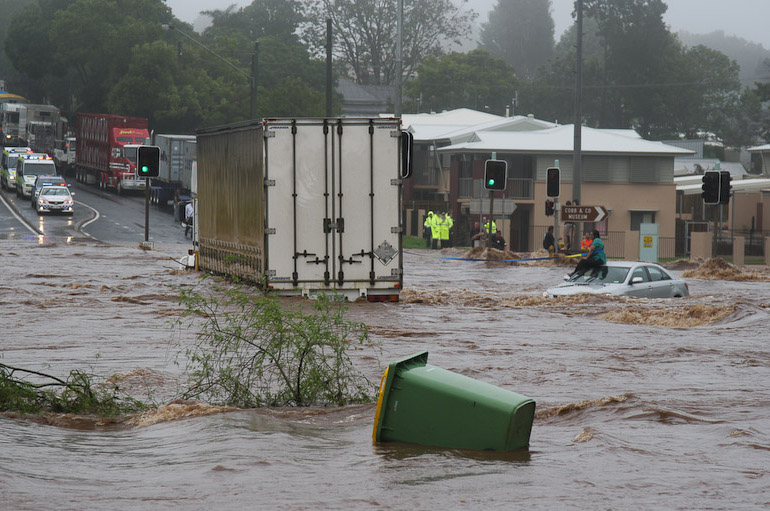
سیل ناگهانی ناشی از بارش شدید و کوتاه مدت باران

سیل سرریز آبی است که سبب غرق شدن زمین‌هایی که در حالت عادی خشک هستند می‌شود. سیل ممکن است به جریان حاصل از جزر و مد نیز گفته شود. سیل موضوع مطالعات مختلف در حوزه آب‌شناسی بوده و در کشاورزی، مهندسی عمران و بهداشت عمومی دارای اهمیت کلیدی است. تأثیرات بشر بر محیط زیست، مانند تغییر کاربری زمین از طریق جنگل‌زدایی و از بین بردن تالاب‌ها، تغییر مسیر آبراهه‌ها با ساختن خاک‌دیوار، و مشکلات اساسی‌تر مانند تغییر اقلیم و افزایش سطح آب دریاها، اغلب سبب افزایش شدت و دفعات وقوع سیل می‌گردد.
سیل ممکن است در پی سرریز آب از رود، دریاچه یا اقیانوس و در نتیجه خروج آب از گسترهٔ آبی عادی خود، یا در اثر جمع شدن آب باران روی زمین‌های اشباع شده رخ دهد. با وجود اینکه اندازهٔ یک دریاچه یا یک گسترهٔ آبی ممکن است در نتیجهٔ تغییرات فصلی بارش و ذوب شدن برف افزایش یابد، این تغییرات اغلب اندک بوده و به ندرت سبب آبگرفتگی می‌گردد.
سیل در رودخانه‌ها با افزایش نرخ جریان به میزانی بیش از ظرفیت کانال رودخانه، به ویژه در رودپیچ‌های آبراه رخ دهد. سیل‌ها اغلب سبب وارد آمدن آسیب به خانه‌ها و فعالیت‌های تجاری واقع شده در حریم طبیعی رودخانه‌ها می‌شوند. با وجود اینکه آسیب ناشی از سیل‌های رودخانه‌ای با فاصله گرفتن از رودخانه کاهش می‌یابد، مردم اغلب به دلیل وجود زمین‌های هموار و حاصلخیز و سهولت رفت و آمد از طریق رودخانه، به‌طور سنتی در کنار رودها ساکن می‌شوند.

## ریشه‌شناسی
سیل واژه‌ای عربی است که در لغتنامهٔ دهخدا به معنی «آب بسیار که روان باشد» ترجمه شده است. واژه‌های پارسی «تندآب» و «تندابه» نیز برای آن به کار رفته است.

## انواع

### سطحی
سیل در نواحی مسطح یا پَست زمانی رخ می‌دهد که آب ناشی از بارش باران یا ذوب شدن برف‌ها با سرعتی بیش از نفوذ یا تشکیل رواناب سطحی تأمین شود. نفوذ زمانی متوقف می‌شود که خاک از آب اشباع شده باشد. بالا بودن طبیعی سطح ایستابی یا بارش‌های شدید و پیوسته می‌تواند سبب اشباع خاک شود. نفوذ همچنین در سطوحی مانند زمین‌های یخ رده، پوشش‌های بتنی و روسازی بسیار اندک است. سیل سطحی در دشت‌های سیلابی یا مناطقی با عوارض طبیعی که به کانال رودخانه‌ها متصل نباشند رخ می‌دهد.

### رودخانه‌ای
سیل در تمامی انواع رودها و جویبارها، از کوچک‌ترین جویبارهای مقطعی در مناطق مرطوب گرفته تا کانال‌های فصلی در مناطق خشک و بزرگ‌ترین رودهای جهان رخ می‌دهد.
سیل‌های با سرعت تشکیل پایین عمدتاً در رودهای بزرگ با حوضه آبریز وسیع رخ می‌دهند. افزایش جریان ممکن است ناشی از بارش پیوسته، آب شدن سریع برف‌ها، بادهای موسمی یا توفندها باشد.
سیل‌های با سرعت تشکیل بالا، یا در اصطلاح سیل ناگهانی، معمولاً در رودهای کوچک، رودهایی که در دره‌های با شیب تند یا بر روی عوارض نفوذناپذیر جریان دارند، یا کانال‌هایی که در حالت عادی خشک هستند، رخ می‌دهند. دلیل وقوع این نوع سیل‌ها ممکن است شامل بارش همرفتی (توفان تندری شدید) یا رها شدن حجم آب گسترده ناشی از شکست سد و یخچال‌های طبیعی یا زمین لغزش باشد.

## عوامل اصلی ایجاد سیل

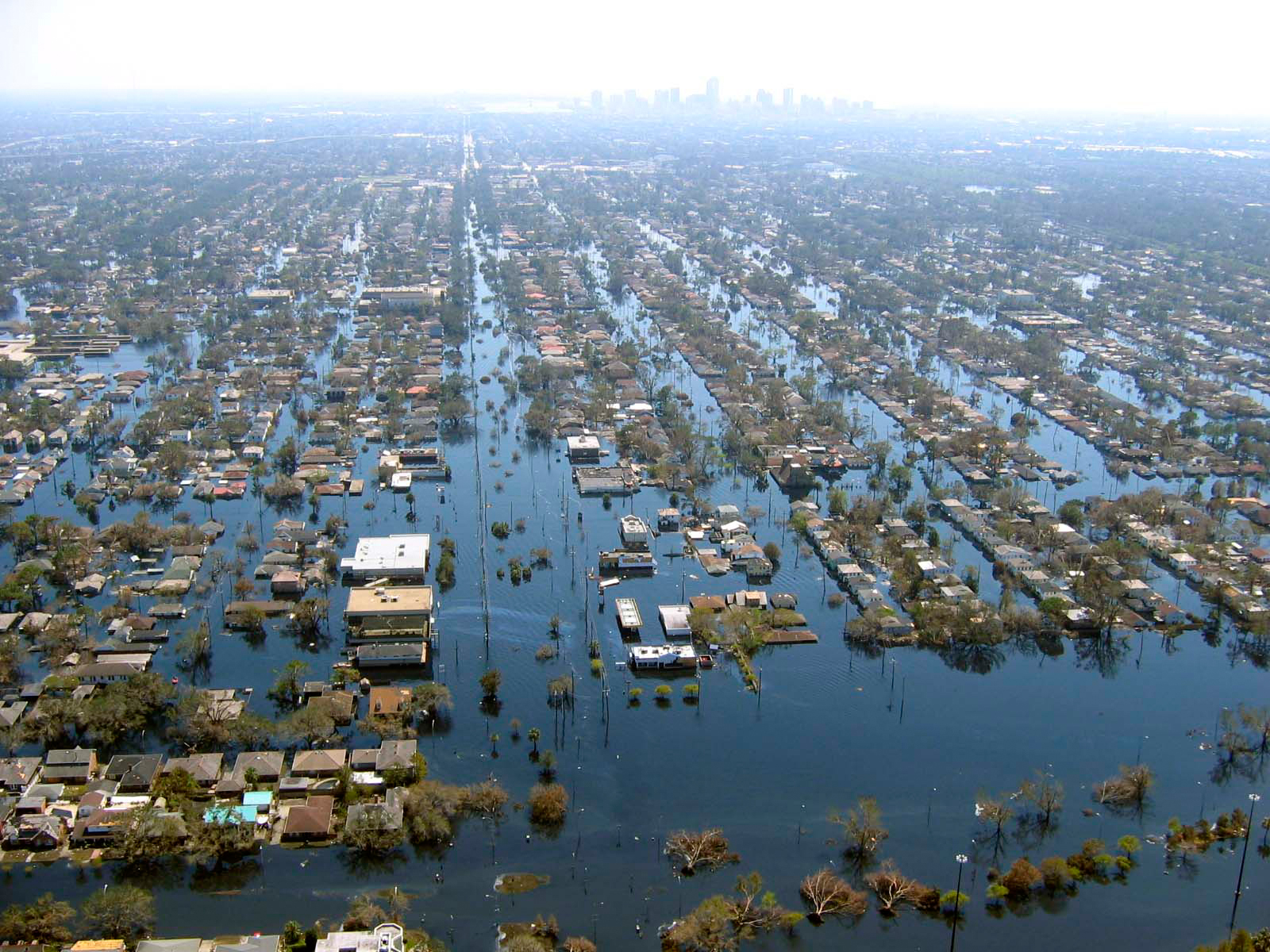
نمایی از شهر نیو اورلِآن پس از وقوع طوفان کاترینا

از زمان‌های ماقبل تاریخ، مردم به خاطر دسترسی به سیستم حمل و نقل ارزان و راحت و همچنین داشتن دسترسی به منابع غذائی و تجارت، در کنار دریاها و رودخانه‌ها مسکن می‌گزیدند؛ چنانچه جمعیت انسانی در کنار منابع طبیعی آبی متمرکز نبودند، هیچ نگرانی از بروز سیل وجود نداشت؛ ولی به هرحال وجود خاک حاصلخیز کنار رودخانه‌ها منوط به جاری شدن سیلاب‌های متعدد و وجود انواع رسوب گذاری‌های عادی همراه با آن می‌باشد.
سیلاب‌های برخاسته از دریا قدرت ایجاد طغیان‌ها یا در هم نوردیدن استحکامات ضد سیل مانند سیل شکن‌ها و همچنین صاف کردن تپه‌های شنی یا پر کردننواحی گود زمین را دارا است؛ بنابراین در زمین‌های ماورای این استحکامات ساحلی امکان سیل گرفتگی و آسیب دیدگی متصور است. عواملی مانند طوفان‌های سهمگین طوفان‌های برق آسا، جزر و مد بلند، پدیده سونامی یا ترکیب این‌ها، باعث ایجاد سیلاب‌های دریایی می‌گردند. از آنجائیکه اکثر مناطق شهری در کنار ساحل بنا شده‌اند، این تهدید جدی در تمام نقاط جهان وجود دارد.
بسیاری از رودخانه‌ها که در مرزهای زمین‌های نسبتاً مسطح جاری هستند، دشت‌های سیلابی را تشکیل می‌دهند. در هنگام شدید بودن سیل، جمع شدن گل ولای بروی زمین‌های زراعی باعث کاهش حاصل‌خیزی آن‌ها خواهد گردید. در فرهنگ‌های کشاورزی اولیه، ارتباط چرخه سالیانه سیل و سال زراعی از اهمیت بالایی برخوردار بوده به‌خصوص در مورد مصریان باستان ساکن در مجاورت رود نیل و ساکنان بین‌النهرین در کنار رودخانه‌های دجله و فرات.
سیل معمولاً زمانی بوقوع می‌پیوندد که یک سطح پست زمین از آب پر شده باشد. بدترین حالت‌های سیل رودخانه‌ای معمولاً در زمین‌های حاشیه‌ای یک رود جاری می‌شود. به عنوان نمونه می‌توان از سیل‌های کوئینزلند در ژانویه سال ۱۹۹۹ نام برد که در آن بخش جنوب شرق کوئینزلند به زیر آب فرورفت. سیل زمانی رخ می‌دهد که خاک و پوشش گیاهی یک منطقه توانایی جذب کامل آب را نداشته باشد. در این زمان حجم آب به صورت غیرقابل کنترل از طریق کانال‌های رودخانه‌ای یا حفره‌های طبیعی یا مخازن آب دست‌ساز بشر، ریزش می‌نماید.
سیل‌های دوره‌ای به صورت طبیعی در بسیاری از رودخانه‌ها رخ داده و باعث به وجود آمدن مناطقی بنام دشت‌های سیلابی می‌گردد. علت وقوع این سیلاب‌ها بارش باران‌های شدید و گاهی نیز توأم با ذوب برف است که باعث طغیان رودخانه و جاری شدن آب در زمین‌های حاشیه‌ای رود می‌شود. نام سیلابی که به یکباره و بدون هیچ فرصت قبلی ایجاد و جاری می‌شود، سیل آنی است. سیلاب‌های آنی معمولاً در اثر بارش بیش از حد در یک منطقه نسبتاً کوچک ایجاد می‌گردند. از سوی دیگر سیل نواحی ساحلی نیز بر اثر بادهای شدید سطح اقیانوس یا به واسطه امواج حاصله از زمین لرزه‌های کف دریا به وجود می‌آید. البته شمار عوامل ایجاد سیل زیاد است.
باران‌های موسمی در کشورهای استوایی مانند بنگلادش، توانایی ایجاد سیل‌هایی خانمان برانداز را دارند. طوفان‌های دریایی موسوم به هاریکان نیز دارای خصوصیاتی هستند که در کل توان ایجاد سیل‌های مخرب را دارند. نام یکی از این خصوصیات طوفان‌های برق آسا (سیل دریایی که ارتفاع آن به ۸ متر می‌رسد) است که در اثر حرکت هاریکان دریایی به سمت ساحل به وجود می‌آید. از انواع دیگر این علل
ترکیب حجم بالای نزولات آسمانی با هاریکان است. مرکز هاریکان از فشاری بسیار پائین برخورد بوده و بنابراین در موقع طوفان، سطح دریا چندین متر به بالا کشیده می‌شود. این نوع از سیل‌های ساحلی به‌طور مکرر در بنگلادش رخ می‌دهند.
سر منشأ سیل‌های ساحلی در اروپا طوفان‌های سهمگین اطلس هستند که باعث وارد شدن فشار به آب و راندن آن به سمت ساحل می‌گردند. خصوصاً اگر این فرایند با جزر و مد شدید همراه شود، تخریب گر خواهد بود.
سیل‌های آنی ناشی از ذوب برف کوه‌ها، تحت شرایطی نادر و با امتزاج با امواج گرم، به عاملی مخرب تبدیل می‌شوند که باعث ازبین رفتن جان و مال مردم می‌شوند.
زمین لرزه‌های کف دریا، فعالیت جزایر آتشفشانی که بشکل‌گیری مواد مذاب (مانند ترا یا کراکاتتاو) می‌انجامند و ریزش خاک کف دریا بر طبقات قاره‌ای تماماً آبستن موج‌های جزر و مدی بنام سونامی هستند که باعث تخریب مناطق ساحلی خواهند شد. گزینه «سونامی» را جهت آشنائی با جزئیات کامل این نوع سیل دریایی، ببینید.
سیل‌ها از متداول‌ترین فجایع طبیعی در سراسر جهان بحساب می‌آیند. از اینرو، بیمه کردن اموال در مقابل نابودی ناشی از وقوع سیل امری بسیار دشوار یا غیرممکن است، زیرا بروز سیل امری نسبتاً قابل پیش‌بینی محسوب می‌گردد.

### عوامل انسانی وقوع سیل
فعالیت بشر به چند صورت احتمال وقوع سیل را افزایش می‌دهد. از آن جمله می‌توان به ساختمان‌سازی در دشت سیلابی رود که مستلزم اشغال بخش‌هایی از آن است و باعث کاهش ظرفیت طبیعی رود می‌شود، اشاره کرد. به این ترتیب محدوده‌ای از دشت سیلابی که در زمان طغیان زیر آب می‌رود، گسترده‌تر می‌گردد.
شهرسازی‌ها و حذف گیاهان باعث کاهش مقدار آب نفوذی و افزایش آب سطحی می‌شود. حجم زیاد آب از یک طرف بر بزرگی طغیان می‌افزاید و از طرفی با افزایش فرسایش، رسوباتی به وجود می‌آورد که با برجای گذاشتن آن‌ها ظرفیت بستر اصلی رود کاهش می‌یابد. موارد پیش معمولاً تأثیر تدریجی دارند، ولی سیل‌های ناگهانی و فاجعه‌آمیز اغلب بر اثر تخریب سدها و بندها، ایجاد می‌شوند.

## پیش‌بینی سیل
هدف از پیش‌بینی سیل برآورد دبی جریان، تراز سطح آب یا محدوده سیل گرفته احتمالی در دوره زمانی پیش آگاهی از وقوع آن می‌باشد. نتایج این پیش‌بینی به عنوان مبنایی برای هشدار سیل که یکی از روشهای مدیریت سیل است مورد استفاده قرار می‌گیرد.
در حالت کلی پیش‌بینی سیل با چهار روش به شرح زیر انجام می‌شود. این روش‌ها به مرور زمان و متناسب با توسعه دانش هواشناسی و هیدرولوژی و استفاده از مدلهای شبیه‌سازی کاربرد گسترده‌ای در پیش‌بینی سیل یافته‌اند که عبارتند از:
- مشاهده یا استفاده از داده‌های سیل در حال وقوع در ایستگاه‌های بالا دست در رودخانه برای پیش‌بینی سیل پایین دست رودخانه
- استفاده از اطلاعات ثبت شده (Observed) یا برخط (Online) بارش و دما در چند ایستگاه داخل حوضه و استفاده از آنها برای پیش‌بینی سیل احتمالی حوضه
- بررسی و تحلیل (Discusion) سینوپتیکی نقشه‌های جوی در مراکز هواشناسی، تخمین مقدار، شدت بارش و دما و پیش‌بینی سیل احتمالی در حوضه
- اجرای مدلهای عددی پیش‌بینی هواشناسی (NWF) و جفت کردن نتایج خروجی آنها با مدل‌های پیش‌بینی بارش رواناب

اختلاف هر یک از روش‌های فوق در مدت زمان پیش هشدار (Lead Time) و دقت پیش‌بینی می‌باشد.
- در روش اول مدت زمان پیش هشدار به اندازه زمان عبور موج سیل از ایستگاه بالادست تا پایین دست هدف می‌باشد.
- در روش دوم مدت زمان پیش هشدار، به اندازه زمان تمرکز حوضه (فاصله زمانی مرکز ثقل بارش تا وقوع پیک سیل) اضافه می‌شود.
- در روش سوم به اندازه فاصله زمانی پیش‌بینی وقوع بارش به اضافه زمان تمرکز حوضه به مدت زمان پیش هشدار اضافه می‌شود. نتایج این روش به صورت کیفی اعلام می‌شود و امکان برآورد دقیق مقدار بارش در نقاط مختلف حوضه، توزیع زمانی آن و در نتیجه مشخصات سیل در اکثر اوقات وجود ندارد. این روش به شدت به تجربه پیش بین وابسته است.
- در روش چهارم به اندازه فاصله زمانی پیش‌بینی هواشناسی به اضافه زمان تمرکز حوضه به مدت زمان پیش هشدار اضافه می‌شود. امکان برآورد توزیع زمانی و مکانی بارش و دما با دقت قابل قبول وجود داشته و لذا مشخصات سیل با دقت مناسب پیش‌بینی می‌شود. کل فرایند قابل خودکار سازی بوده و همزمان امکان جفت کردن مدلهای مختلف مدیریت سیل در حوضه وجود دارد.

### تکنیک‌های پیش‌بینی سیل
پیش‌بینی سیل بر پایه تکنیک‌های ریاضی و تجربی که رفتار اجزای مختلف سیکل هیدرولوژی را تعریف می‌کند، پایه‌گذاری شده است. بر همین اساس تکنیک‌های پیش‌بینی سیل به سه دسته: استفاده از روشهای آماری به ویژه کاربرد روشهای رگرسیون، استفاده از روش محاسبات ترم (Soft Computing) و روشهای شبیه‌سازی بارش - رواناب (Rainfall Runoff Simulation) تقسیم‌بندی می‌شوند.

## محاسبه حداکثر سیل محتمل
به‌طور کلی محاسبه حداکثر سیل محتمل محتاج برآورد پتانسیل بارش و مقدار و نحوه توزیع بارش در داخل حوضه آبریز است. مقدار آبدهی یا سطح آب رودخانه بر حسب زمان، معمولاً توسط منحنی‌های خاصی به نام هیدروگراف نشان می‌دهند. به این منظور اغلب از هیدروگراف واحد استفاده می‌شود. مقدار آبدهی رود در یک مدت زمان مشخص از روی هیدروگراف قابل محاسبه است.
به منظور پیش‌بینی سیل معمولاً مقادیر محاسبه شده برای جریان به تراز (ارتفاع) آب تبدیل می‌شود. مبنای پیش‌بینی‌های زمین‌شناسی شامل تعیین مرزهای دشت سیلابی توسط تصاویر فضایی و عکس‌های هوایی، جهت تعیین پراکندگی آبرفتها و خاک‌های جدید (کواترنر) در دره و شناسایی اشکالی که به وقوع سیل مربوط می‌شوند، ازجمله پادگانه‌ها، گودال‌ها و مانند آن است، می‌باشد.
این بررسی‌ها زمان دقیق وقوع یک سیل در گذشته را مشخص نمی‌سازد. بلکه ضمن تأثیر وقوع آن در زمان‌های جدید زمین‌شناسی احتمال رخداد مجدد آن را گوشزد می‌کند. نتایج بررسی‌های زمین‌شناسی مخصوصاً در جاهایی که رکود طولانی از وضعیت آب و هوایی وجود ندارد، می‌تواند از روش تحلیلی دقیق تر باشد.

## نقش جنگل در جلوگیری از بروز سیلاب‌ها
در هنگام ریزش آب باران‌های سنگینی که باعث بروز سیلاب‌ها می‌شوند، ذرات آب با شاخ و برگ درختان جنگل برخورد می‌کنند و تا حد زیادی از سرعت آن‌ها کاسته می‌شود. همچنین خاک جنگل هم پوشیده از شاخ و برگ گیاهان و درختان است که باعث جذب آب می‌شود و جویبارهایی با آب زلال را به وجود می‌آورد.
اطلاع از چگونگی جریان، حجم، شدت، مدت، مکان و بالاخره زمان وقوع سیل‌ها اهمیت ویژه‌ای در طراحی و نگهداری سازه‌های مهندسی، مخصوصاً تأسیسات آبی و همچنین پیش‌بینی خطرات و زیان‌های احتمالی ناشی از سیل دارد. به دلیل شرایط آب و هوایی کشورمان سیلابها، چه از نوع بهاره و ناشی از ذوب برف باشند و چه از نوع ناگهانی ناشی از رگبار، بخش عمده‌ای از جریان سطحی اغلب رودهای حوضه مرکزی را تشکیل می‌دهد.